# HKT発からつGO
『HKT発からつGO』（エイチケーティーはつからつゴー）は、2020年4月1日から2022年2月2日まで放送されていたFMからつで放送されているラジオ番組である。佐賀県唐津市にあるFMからつのスタジオから生放送されていた。

## 番組概要
- HKT48の佐賀県出身のメンバーによるラジオ番組。
- 当初はHKT48メンバーが3人であったが、2021年3月17日の放送を最後に小川紗奈が卒業。メンバー2人とアシスタントで放送を続けていた。
- 2020年5月より、月に一回『日曜版』を日曜11 - 12時に放送。毎回ゲストが登場。
- 2022年2月2日の放送を最後に事前告知が無いまま突如放送が休止され、その後明確な最終回が放送されないまま3月26日に打ち切りが発表された。
- 打ち切り後、4月1日から開始したHKT48の公式YouTubeチャンネルのサブアカウント「HKT48 とっと〜と チャンネル」で毎日配信される『HKT48ラジオ』で毎週水曜日の配信を本番組から引き継ぐ形となった。

## 放送時間
- 毎週水曜日 19:00 - 21:00
- 月一日曜日 11:00 - 12:00（放送日は不定期）

## 出演者

### パーソナリティ
- 宮﨑想乃（HKT48 チームTII）
- 馬場彩華（HKT48 チームKIV）

### アシスタント
- 赤間薫

### 過去のパーソナリティ
- 小川紗奈（HKT48 研究生）- 2021年3月17日まで。

## コーナー

### 現在のコーナー
さがーずルーム
さがーずゲーム
そのさんぽ
そのクック
さやまるvsさがーず(仮)

### 過去のコーナー
さやまるのまるまるな話
さーなんでもよんでみよう

## 日曜版
- 2020年5月24日 - 坂本愛玲菜、小田彩加
- 2020年7月26日 - 下野由貴
- 2020年8月30日 - 小田彩加
- 2020年9月20日 - 松岡はな
- 2020年10月25日 - ゲストなし
- 2020年11月15日 - 栗原紗英
- 2020年12月27日 - 武田智加
- 2021年1月24日 - 渕上舞
- 2021年2月14日 - 豊永阿紀
- 2021年3月28日 - 今村麻莉愛
- 2021年4月25日 - 村川緋杏
- 2021年5月23日 - 堺萌香
- 2021年6月27日 - 坂口理子
- 2021年7月18日 - 石橋颯
- 2021年8月29日 - 地頭江音々
- 2021年9月26日 - 渡部愛加里
- 2021年10月24日 - 竹本くるみ
- 2021年11月7日 - 伊藤優絵瑠
- 2021年12月5日 - 市村愛里
- 2022年１月23日 - 今田美奈